# Vöcklamarkt
Vöcklamarkt est une commune autrichienne du district de Vöcklabruck en Haute-Autriche.

## Jumelages
Vöklamarkt est jumelée avec :
- Mertzig (Luxembourg) depuis le 12 septembre 1998[1]